# Чута (Караш-Северин)
Чута (рум. Ciuta) насеље је у Румунији у округу Караш-Северин у општини Обрежа. Oпштина се налази на надморској висини од 194 m.

## Прошлост
Аустријски царски ревизор Ерлер је 1774. године констатовао да место припада Бистричком округу, Карансебешког дистрикта. Становници су били Власи.

## Становништво
Према подацима из 2002. године у насељу је живело 355 становника.

### Попис2002.
| Расподела становништва по националности 2002.‍ | Расподела становништва по националности 2002.‍ | Расподела становништва по националности 2002.‍ | Расподела становништва по националности 2002.‍ | Расподела становништва по националности 2002.‍ |
| --------------------------------------------- | --------------------------------------------- | --------------------------------------------- | --------------------------------------------- | --------------------------------------------- |
|                                               |                                               |                                               |                                               |                                               |
| Румуни                                        | Румуни                                        |                                               | 342                                           | 96,3%                                         |
| Роми                                          | Роми                                          |                                               | 13                                            | 3,7%                                          |